# Банда Олега Щёкина
Банда Олега Щёкина — банда «чёрных риэлторов», действовавшая в 2003—2010 годах в Новосибирске.

## Создание банды
Банда была создана в 2003 году ранее не судимым бывшим водителем риэлторской фирмы Олегом Щекиным. В 1998 году он познакомился с художником-любителем Сергеем Майоровым. Ещё до создания Щекиным банды Майоров совершил два убийства. В январе 1999 года он совершил разбойное нападение на семью Морозовых, в ходе которого нанёс телесные повреждения Александру Морозову и похитил имущество, в том числе ружьё и боеприпасы. В апреле 1999 года Майоров в ходе разбойного нападения убил Елену Проскурину в её собственной квартире и похитил принадлежащие ей ювелирные украшения. В конце 2000 года Майоров убил и ограбил ещё одного человека в подъезде его дома.
Щёкин предложил Майорову заняться махинациями с квартирами, при этом художник должен был работать с документами — подделывать чужой почерк, мастерски стирать ненужные печати и подделывать подписи. В банду Щёкина вошёл также его знакомый Константин Часовщиков. Впоследствии Щёкин привлёк в группировку ещё троих человек — Юрия Бондаренко, Алексея Фризина и Василия Белова. Щёкин был лидером и мозговым центром банды, а Майоров — главным исполнителем убийств.

## Деятельность банды
Щёкин организовал риэлторскую фирму, которая была прикрытием для деятельности банды. Жертвами «чёрных риэлторов» были одинокие или приезжие люди, не имеющие родственников в Новосибирской области. Первой жертвой банды стал наркоман Виктор Венжин. Его дом находился в хорошем районе Новосибирска, квартира была в неплохом состоянии. Покупателя бандиты нашли быстро и с помощью подделки документов продали квартиру без участия её хозяина. После этого Часовщиков убил Венжина, замаскировав его смерть под передозировку наркотиков.
Через какое-то время бандиты вышли на алкоголика Сергея Дамаева. Каждый день они приходили к нему, приносили водку и еду. Когда им удалось заполучить документы на квартиру и паспорт Дамаева, бандиты втроём напали на хозяина квартиры и несколько раз сделали ему инъекцию наркотиков, после чего Майоров задушил жертву. Бандиты продали квартиру Дамаева и поделили деньги. На неожиданную смерть владельца дорогостоящего жилья никто не обратил внимания, поддельные документы прошли все согласования, сделка была зарегистрирована. Впоследствии Щёкин сказал, что у него были связи с некоторыми сотрудниками  определённых структур.
Следующими жертвами бандитов стали Любовь Сергиенко и её сын Евгений. Сначала бандиты убили Евгения и здесь же в квартире расчленили его тело. Затем бандиты выследили Любовь Сергиенко на улице и затолкали её в автомобиль. Щёкин потребовал, чтобы женщина подписала все необходимые документы, после чего «чёрные риэлторы» вывезли Сергиенко в лес, убили её и спрятали останки своих жертв.
Позже в поле зрения преступников попала двухкомнатная квартира Владимира Казакова. Он был не против продать своё жильё, но два его друга, которые возражали против этой сделки, стали серьёзным препятствием для бандитов. По приказу Щёкина Майоров пригласил друзей Казакова на рыбалку, где и убил обоих людей из выданного ему Щекиным ружья. Майоров, Щёкин и Часовщиков спрятали тела убитых в лесу.
Но потом оказалось, что Владимир Казаков уже продал свою квартиру другим «чёрным риэлторам» и переехал жить в деревню. Это спасло ему жизнь.
Следующей целью для банды стала двухкомнатная квартира жителя Новосибирска Валерия Кулакова. «Чёрные риэлторы» быстро завели дружбу с одиноким хозяином. Несколько недель они приходили к нему, приносили еду и выпивку. После того, как Кулаков по предложению своих новых знакомых подписал документы на продажу квартиры, бандиты связали и задушили его.
Помимо убийств и махинаций с квартирами бандиты совершали разбойные нападения. Два из них закончились смертью потерпевших. Так, однажды Щёкин и Майоров убедили своего знакомого Виталия Вилисова взять кредит для покупки автомобиля «Тойота Ипсум». Через два месяца они заставили Вилисова продать его автомобиль за 200 000 рублей. После этого оба бандита вывезли Вилисова в лес, где Майоров убил его. Щёкин и Майоров спрятали тело Вилисова и присвоили себе его деньги.
Летом 2005 года бандиты убили инвалида Андрея Малиновского и похитили его банковскую карточку, на которую перечислялась пенсия. Следующие два года они получали деньги с карточки убитого.
В 2007 году «чёрные риэлторы» путём обмана завладели квартирой Николая Иконникова. На этот раз они продали жилплощадь и не стали убивать жертву.
В конце 2000-х годов Майоров был арестован и позже осуждён за убийство женщины. Оставшись без исполнителя убийств, Щёкин переключился с недвижимости на банковские кредиты. Он изготавливал фальшивые справки для безработных и помогал им обманным путём получать в банках крупные суммы.

## Расследование, суд и приговор
На след банды удалось выйти случайно. Находясь в заключении, Майоров однажды сказал другим заключённым, что на самом деле он совершил не одно убийство. Об этом стало известно сотрудникам милиции, и Майоров был допрошен. Он начал признаваться в убийствах. Сотрудниками уголовного розыска был определён круг знакомых Майорова, и под подозрение попал риэлтор Олег Щёкин. Собрав доказательства вины участников банды, милиционеры задержали их. Щёкин и Часовщиков признались в преступлениях, остальные бандиты отрицали свою вину.
Олег Щёкин и Сергей Майоров в 2010 году заключили с правоохранительными органами досудебное соглашение о сотрудничестве и дали показания об участии в совершённых ими преступлениях других лиц.
Новосибирским областным судом Майоров был осуждён за разбойные нападения, хищение боеприпасов и оружия, мошенничества с квартирами потерпевших, десять убийств из корыстных побуждений с 1999 года по 2007 год. Щёкина суд признал виновным в убийствах, разбоях, бандитизме, умышленном причинении тяжкого вреда здоровью. Организатор банды «чёрных риелторов» Олег Щёкин был приговорён к 17 годам колонии строгого режима, а его главный сообщник и основной исполнитель убийств Сергей Майоров — к 20 годам лишения свободы в колонии строгого режима. Они получили такое сравнительно мягкое наказание из-за того, что заключили досудебное соглашение со следствием. Часовщиков, Фризин, Белов и Бондаренко были признаны виновными по нескольким статьям УК РФ, в частности по статьям «разбой», «бандитизм» и «убийство» и также получили длительные сроки лишения свободы.